# Neptunie

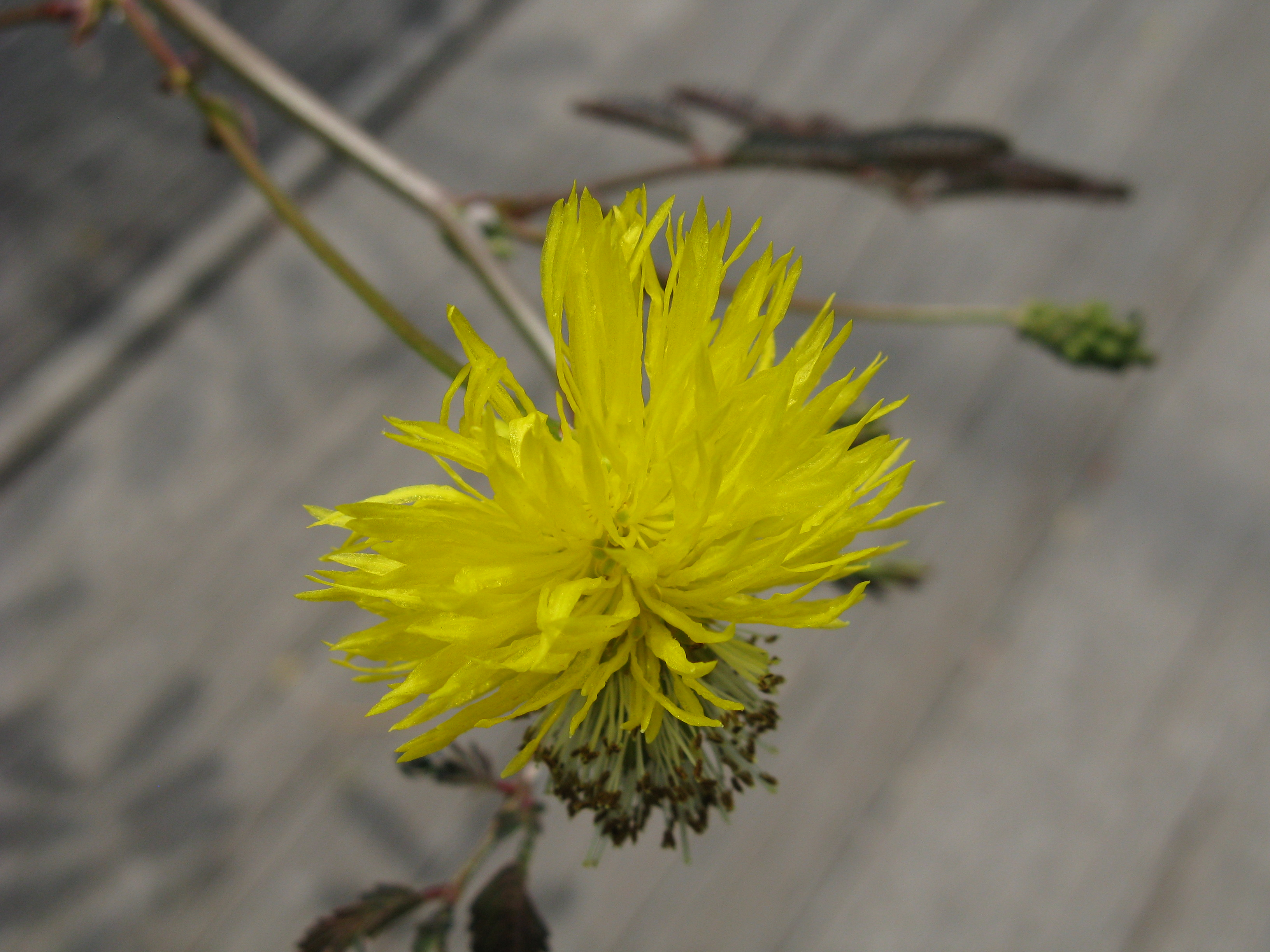
Detail květenství neptunie Neptunia sp.

Neptunie (Neptunia) je rod rostlin z čeledi bobovité. Jsou to byliny s dvakrát zpeřenými senzitivními listy a hustými kulovitými nebo klasovitými květenstvími. Vyskytují se v tropech celého světa. Neptunia oleracea je plovoucí vodní rostlina, což je v rámci čeledi bobovité výjimečný jev.

## Popis
Neptunie jsou vytrvalé byliny s dvakrát zpeřenými listy. Některé druhy jsou poléhavé, druh Neptunia oleracea je dokonce plovoucí rostlina. Listy jsou senzitivní na dotyk, složené z několika až mnoha párů vstřícných lístků. Na řapíku je nebo není přítomna žlázka. Palisty jsou srdčité. Květy jsou v jednotlivých úžlabních stopkatých klasech nebo kulovitých hlávkách. V hlávkách jsou na bázi sterilní květy s prodlouženými patyčinkami nebo u některých zástupců samčí květy, v horní části květy oboupohlavné. Kalich je zvonkovitý, zakončený 5 krátkými zuby. Korunní lístky jsou volné nebo na bázi srostlé. Tyčinek je 10 (řidčeji 5), ve sterilních květech jsou tyčinky žluté, prodloužené a petaloidní (napodobující korunu). Semeník je stopkatý, s nitkovitou čnělkou a mnoha vajíčky. Lusky jsou zploštělé, podlouhlé, s přehrádkami mezi semeny nebo výjimečně jednosemenné. Semena jsou zploštělá, s tvrdým osemením.

## Rozšíření
Rod Neptunia zahrnuje asi 11 druhů. Je rozšířen v tropech téměř celého světa, některé druhy zasahují i do teplých oblastí mírného pásu. Nejvíce druhů se vyskytuje v Americe (4 druhy) a v Austrálii. Tyto rostliny rostou charakteristicky na výsluní ve vlhkých až bažinných, nížinných biotopech.

## Ekologické interakce
Listy neptunií jsou citlivé na dotyk podobně jako listy citlivek (Mimosa). Druh Neptunia oleracea je přizpůsoben životu v pomalu tekoucích vodách, kde roste jako plovoucí rostlina. Stonek je tvořen houbovitými internodii pomocí kterých rostlina plave na hladině, z každého internodia vyrůstá jeden list a jedno květenství.

## Význam
Kořeny Neptunia oleracea mají využití v tradiční indické medicíně.
Mladé výhonky a listy se konzumují jako zelenina. V tropickém skleníku Pražské botanické zahrady v Tróji je vysazena Neptunia plena. Výjimečně se lze ve sklenících botanických zahrad setkat s druhem Neptunia oleracea.